# Volo non-stop
In aviazione, per volo non-stop s'intende un qualunque volo nel quale non viene effettuata alcuna fermata intermedia. Spesso questo viene erroneamente confuso con un "volo diretto", che può ammettere una sosta tecnica.
Molti dei più lunghi voli non-stop commerciali al mondo riguardano le rotte trans-pacifiche, generalmente da e per il sudest asiatico passando per il Polo. Thai Airways dichiara che i propri voli non-stop da New York e Los Angeles per il sudest asiatico sono i più veloci.

## Voli di linea non-stop di maggior durata
| Rotta                   | Compagnia aerea            | Numero del volo | Distanza (km) | Tempo | Aeromobile          | Primo volo      | Tipo       |
| ----------------------- | -------------------------- | --------------- | ------------- | ----- | ------------------- | --------------- | ---------- |
| Newark - Singapore      | Singapore Airlines         | SQ21            | 15.262        | 18:45 | Airbus A350 900 ULR | 29 giugno 2004  | passeggeri |
| Los Angeles - Singapore | Singapore Airlines         | SQ37            | 14.033        | 17:15 | Airbus A340-500     | 5 febbraio 2004 | passeggeri |
| New York JFK - Bangkok  | Thai Airways International | TG791           | 13.854        | 17:10 | Airbus A340-500     | 1º maggio 2005  | passeggeri |
| Los Angeles - Bangkok   | Thai Airways International | TG795           | 13.216        | 17:00 | Airbus A340-500     | 2 dicembre 2005 | passeggeri |
| Singapore - Newark      | Singapore Airlines         | SQ22            | 15.262        | 18:35 | Airbus A340-500     | 29 giugno 2004  | passeggeri |
| Bangkok - New York JFK  | Thai Airways International | TG790           | 13.854        | 16:55 | Airbus A340-500     | 1º maggio 2005  | passeggeri |
| Singapore - Los Angeles | Singapore Airlines         | SQ38            | 14.033        | 16:30 | Airbus A340-500     | 4 febbraio 2004 | passeggeri |
| Newark - Hong Kong      | Continental Airlines       | CO99            | 12.896        | 15:50 | Boeing 777-200ER    | 1º marzo 2001   | passeggeri |
| Bangkok - Los Angeles   | Thai Airways International | TG794           | 13.216        | 15:30 | Airbus A340-500     | 2 dicembre 2005 | passeggeri |

L'11 novembre 2005, la Boeing fece volare un Boeing 777-200LR Worldliner da Hong Kong a Londra passando dall'Oceano Pacifico, per una distanza di 21.601 km e una durata di volo pari a 22 ore e 42 minuti. Superò il precedente record di durata di un volo non-stop fatto da un aereo a getto , compiuto con un Boeing B-52 da Kadena (Okinawa) verso la base dell'Air Force a Madrid (Spagna) per una distanza totale di 20.168 km.
Il 23 novembre 2013 viene aperta da Singapore Airlines la rotta New York (Newark)-Singapore, chiusa successivamente per motivi economici, viene riaperta l'11 ottobre 2018, anche grazie all'entrata in servizio di un nuovo tipo di aereo molto più efficiente dal punto dei vista dei consumi, in rapporto ai passeggeri e alla distanza percorsa. (Airbus A350).
Nella primavera del 2020, a fronte della pandemia mondiale di COVID-19 e la conseguente crisi del traffico aereo globale, tale rotta viene sospesa a data da destinarsi. Successivamente, nell'autunno dello stesso anno, Singapore Airlines annuncia la ripresa del collegamento fra le due città a partire dal 9 novembre, volando da e per New York non più su Newark ma sul JFK.
La trasvolata risulta attualmente la più lunga rotta non-stop al mondo in termini di distanza fra tutti i voli di linea esistenti, è caratterizzata infatti da 3 alternative di percorrenza che variano in base alla stagione e al piano di volo previsto in relazione alle condizioni meteorologiche: la destinazione è raggiungibile sorvolando il Polo Nord attraverso le linee meridiane, volando verso Ovest, oppure verso Est.
La durata media dichiarata per il volo si pone in un range fra le 18 e le 19 ore, dato che può però variare in base alla direzione del tragitto, alle condizioni del meteo e alla relativa presenza dei venti di quota, ragion per cui viaggiare in una direzione piuttosto che nell'altra può ridurre notevolmente i tempi di percorrenza stimati.
La tratta andata e ritorno viene attualmente operata solo da Singapore Airlines e viene coperta dal moderno Airbus A350-900 ULR (Ultra Long Range) - (una versione tecnicamente modificata del classico A350-900, messa a punto appositamente per ottenere una maggiore autonomia) - dotato dei comfort necessari a rendere maggiormente gradevole ai passeggeri un viaggio di tale portata.
Il volo domestico non-stop più lungo della storia collegava Parigi con Papeete ed è stato operato durante la pandemia COVID-19. Oggi il Boeing 787-9 della Air Tahiti Nui (la compagnia aerea franco-polinesiana che operava il volo) effettua uno scalo a Vancouver invece che a LAX a causa delle restrizioni. 
Voli di maggiore durata ancora operanti
| Posizione | Da                       | A                        | Compagnia aerea         | Numero di volo       | Distanza km (mi) [nmi] | Durata                      | Aeromobile                           | Primo volo        |
| --------- | ------------------------ | ------------------------ | ----------------------- | -------------------- | ---------------------- | --------------------------- | ------------------------------------ | ----------------- |
| 1         | New York - JFK           | Singapore                | Singapore Airlines      | SQ 23                | 15.346 (9,536) [8,286] | 18 hr 40 min                | Airbus A350-900 - ULR                | 9 novembre 2020   |
| 2         | New York - Newark        | Singapore                | Singapore Airlines      | SQ 21                | 15.343 (9,534) [8,284] | 18 hr 40 min                | Airbus A350-900 - ULR                | 11 ottobre 2018   |
| 3         | Perth                    | Londra                   | Qantas                  | QF 9                 | 14,875 (9,242) [8,032] | 17 hr 20 min                | Boeing 787-9 Dreamliner              | 26 marzo 2018     |
| 4         | Auckland                 | Doha                     | Qatar Airways           | QR 921               | 14,405 (8,950) [7,778] | 17 hr 30 min                | Boeing 777-200LR                     | 7 febbraio 2017   |
| 5         | Auckland                 | Dubai                    | Emirates                | EK 449               | 14,203 (8,825) [7,668] | 17 hr 25 min                | Airbus A380-800                      | 2 marzo 2016      |
| 6         | Dallas/Fort Worth        | Sydney                   | Qantas                  | QF 8                 | 13,804 (8,578) [7,454] | 16 hr 55 min† 16 hr 50 min‡ | Airbus A380-800                      | 29 settembre 2014 |
| 7         | San Francisco            | Singapore                | Singapore Airlines      | SQ 31                | 13,593 (8,446) [7,339] | 16 hr 55 min                | Airbus A350-900                      | 23 ottobre 2016   |
| 7         | San Francisco            | Singapore                | United Airlines         | UA 1                 | 13,593 (8,446) [7,339] | 16 hr 20 min† 17 hr 20 min‡ | Boeing 787-9                         | 1º giugno 2016    |
| 8         | Johannesburg             | Atlanta                  | Delta Air Lines         | DL 201               | 13,582 (8,439) [7,334] | 16 hr 40 min† 16 hr 05 min‡ | Boeing 777-200LR                     | 3 giugno 2009     |
| 9         | Abu Dhabi                | Los Angeles              | Etihad Airways          | EY 171               | 13,502 (8,390) [7,291] | 16 hr 30 min                | Boeing 777-200LR                     | 1º giugno 2014    |
| 10        | Dubai-International      | Los Angeles              | Emirates                | EK 215 EK 217        | 13,420 (8,339) [7,246] | 16 hr 35 min                | Airbus A380-800 Boeing 777-300ER     | 26 ottobre 2008   |
| 11        | Jeddah                   | Los Angeles              | Saudia                  | SV 41                | 13,409 (8,332) [7,240] | 16 hr 55 min† 16 hr 30 min‡ | Boeing 777-300ER                     | 31 marzo 2014     |
| 12        | Doha                     | Los Angeles              | Qatar Airways           | QR 739               | 13,367 (8,306) [7,218] | 16 hr 25 min                | Airbus A350-1000                     | 1º gennaio 2016   |
| 13        | Dubai-International      | Houston-Intercontinental | Emirates                | EK 211               | 13,144 (8,168) [7,097] | 16 hr 20 min                | Boeing 777-300ER                     | 3 dicembre 2007   |
| 14        | Abu Dhabi                | San Francisco            | Etihad Airways          | EY 183               | 13,128 (8,158) [7,089] | 16 hr 15 min                | Boeing 777-200LR                     | 27 aprile 2016    |
| 15        | Dallas/Fort Worth        | Hong Kong                | American Airlines       | AA 125               | 13,072 (8,123) [7,058] | 16 hr 20 min† 17 hr 05 min‡ | Boeing 777-300ER                     | 11 giugno 2014    |
| 16        | Dubai-International      | San Francisco            | Emirates                | EK 225               | 13,041 (8,103) [7,041] | 15 hr 50 min                | Airbus A380-800                      | 15 dicembre 2008  |
| 17        | New York                 | Hong Kong                | Cathay Pacific          | CX 831 CX 841 CX 845 | 12,983 (8,067) [7,010] | 16 hr 00 min† 16 hr 15 min‡ | Boeing 777-300ER                     | 1º luglio 2004    |
| 18        | Newark                   | Hong Kong                | Cathay Pacific          | CX 899               | 12,980 (8,065) [7,009] | 16 hr 00 min                | Boeing 777-300ER                     | 1º marzo 2014     |
| 18        | Newark                   | Hong Kong                | United Airlines         | UA 179               | 12,980 (8,065) [7,009] | 15 hr 50 min                | Boeing 777-200ER                     | 1º marzo 2001     |
| 19        | Abu Dhabi                | Dallas/Fort Worth        | Etihad Airways          | EY 161               | 12,962 (8,054) [6,999] | 16 hr 20 min                | Boeing 777-200LR                     | 3 dicembre 2014   |
| 20        | Doha                     | Houston-Intercontinental | Qatar Airways           | QR 713               | 12,951 (8,047) [6,993] | 16 hr 20 min                | Boeing 777-200LR Boeing 777-300ER    | 31 marzo 2009     |
| 21        | Dubai-International      | Dallas/Fort Worth        | Emirates                | EK 221               | 12,940 (8,040) [6.972] | 16 hr 20 min                | Boeing 777-300ER                     | 2 febbraio 2012   |
| 22        | New York                 | Guangzhou                | China Southern Airlines | CZ 300 CZ 600        | 12,878 (8,002) [6,963] | 16 hr 05 min                | Boeing 777-300ER                     | 6 agosto 2014     |
| 23        | Boston                   | Hong Kong                | Cathay Pacific          | CX 811               | 12,827 (7,970) [6,926] | 15 hr 50 min                | Boeing 777-300ER                     | 3 maggio 2015     |
| 24        | New York                 | Johannesburg             | South African Airways   | SA 204               | 12,825 (7,969) [6,925] | 14 hr 30 min                | Airbus A340-600 † Airbus A340-300 ‡  | 1º maggio 2011    |
| 25        | Houston-Intercontinental | Taipei                   | EVA Air                 | BR 51                | 12,776 (7,939) [6,898] | 15 hr 55 min                | Boeing 777-300ER                     | 20 giugno 2015    |
| 26        | Doha                     | Dallas/Fort Worth        | Qatar Airways           | QR 729               | 12,764 (7,931) [6,892] | 16 hr 20 min                | Boeing 777-200LR                     | 1º luglio 2014    |
| 27        | Los Angeles              | Melbourne                | Qantas                  | QF 94 QF 96          | 12,748 (7,921) [6,883] | 15 hr 50 min                | Airbus A380-800 † Boeing 747-400ER ‡ | 31 ottobre 1999   |
| 27        | Los Angeles              | Melbourne                | United Airlines         | UA 98                | 12,748 (7,921) [6,883] | 15 hr 50 min                | Boeing 787-9                         | 26 ottobre 2014   |
| 28        | Toronto                  | Hong Kong                | Cathay Pacific          | CX 825 CX 829        | 12,569 (7,810) [6,787] | 15 hr 25 min† 15 hr 30 min‡ | Boeing 777-300ER                     | 1º gennaio 2008   |
| 28        | Toronto                  | Hong Kong                | Air Canada              | AC 15                | 12,569 (7,810) [6,787] | 15 hr 35 min                | Boeing 777-200LR Boeing 777-300ER    | 1º agosto 2004    |
| 29        | Newark                   | Mumbai                   | United Airlines         | UA 48                | 12,567 (7,808) [6,785] | 14 hr 50 min                | Boeing 777-200ER                     | 1º ottobre 2007   |
| 30        | New York                 | Taipei                   | EVA Air                 | BR 31                | 12,566 (7,808) [6,785] | 15 hr 30 min† 16 hr 10 min‡ | Boeing 777-300ER                     | 31 ottobre 2011   |
| 30        | New York                 | Taipei                   | China Airlines          | CI 11                | 12,566 (7,808) [6,785] | 15 hr 20 min                | Boeing 777-300ER                     | 2 febbraio 2015   |

† programma estivo (emisfero settentrionale; inverno australe)

‡ programma invernale emisfero settentrionale; estate australe)